# Grupo Simões
O Grupo Simões é um grupo empresarial brasileiro sediado na cidade de Manaus. É formado por 6 empresas e uma Sede Administrativa, organizadas em três grandes divisões Logística Portuária, Gases Industriais e Veículos, localizadas nos estados do Amazonas, Pará, e Rondônia gerando mais de 500 empregos diretos, além de tantos outros indiretos.

## História
Em Manaus, Amazonas, aos 19 anos, seu fundador, Antônio de Andrade Simões, iniciou com a pequena Sorveteria Moderna, em 1943, e na mesma época, tornou-se sócio da padaria onde iniciou sua vida profissional aos 12 anos.
Em 1962, desfez-se da sociedade, e inaugurou uma moderna fábrica de massas e bolachas: a Papaguara. Foi quando Antonio conheceu o segundo sócio, Petronio Augusto Pinheiro, e os negócios passaram a ganhar fôlego.
Em 1970, os dois foram audaciosos, e criaram a Refrigerantes da Amazônia, a primeira franquia da Coca-Cola no Norte do Brasil.
Sem parar de empreender, inauguraram em 1973 a fabrica de gás carbônico, Gás da Amazônia, garantindo assim uma das matérias primas essenciais na fabricação de refrigerantes. Então os dois sócios conheceram o que passaria a ser o terceiro sócio, fechando o trio de sócios que formaria o que é hoje conhecido como Grupo Simões, o Osmar Pacífico. Juntos, os 3 sócios adquirem em 1976 a COMPAR - Companhia Paraense de Refrigerantes, fabricante de Coca-Cola em Belém, Pará.
No decorrer da década de 80, são fundadas ainda as fábricas franqueadas de Coca-Cola em Rondônia, no Acre, no Amapá, e mais duas no Pará, nas cidades de Santarém e Marabá, e o Grupo Simões recebe reconhecimento da Coca-Cola do Brasil, como sendo "fabricante da década", em função da coragem e empreendedorismo de acreditar na região, e investir no negócio hoje as empresas de bebidas fundiram se e passaram a chamar-se Brasil Norte Bebidas.
Hoje, O grupo profissionalizado, mas de propriedade das famílias dos 3 sócios fundadores, é formado pelas divisões de Veículos, Logística Portuária e de Gases, contando com duas concessionárias de automóveis Murano e Shizen. 
De 20 de abril de 1986 a 15 de março de 1993, foi dono da Rede Brasil Norte (RBN), afiliada da extinta Rede Manchete, com duas emissoras de TVs (Manaus e Porto Velho) e 38 repetidoras (36 em Amazonas e duas em Rondônia), quando foi vendida para a Igreja Assembleia de Deus. Porem a emissora de Porto Velho retornou ao controle do grupo alguns anos depois. 